# Laguna de Términos

Widok na Laguna de Términos z brzegu

Laguna de Términos - przybrzeżny zbiornik wodny, mający charakter laguny w meksykańskim stanie Campeche. Leży po zachodniej części półwyspu Jukatan. Laguna ma powierzchnię 112 km² (około 80 km długa i 28 km szeroka) i średnią głębokość około 4 m. Od otwartego morza laguna jest oddzielona wyspą Isla del Carmen, na której zachodnim krańcu położone jest miasto Ciudad del Carmen. Ze względu na bogactwo fauny i flory teren laguny oraz część terenów przyległych znajdują się od 1994 roku pod częściową ochroną.

## Geografia
Połączenie z otwartym morzem laguna ma w dwóch przesmykach: Boca de Puerto Real na wschodzie i Boca del Carmen na zachodzie (oba przesmyki mają po ok. 3 km szerokości). Dzięki pływom morskim dopływ morskiej wody przez przesmyki jest dosyć duży i stwierdzono, iż wymiana 50% wody morskiej ma miejsce w przeciągu 9 dni. W skład Laguna de Términos wchodzą także mniejsze laguny: Pom, Atasta, Puerto Rico, Este i Panlau. Ponadto do laguny wpływają olbrzymie ilości słodkiej wody z wielu rzek, m.in. z rzeki Palizada mającej połączenie z największymi meksykańskimi rzekami - Grijalva i Usumacinta. Wszystko to sprawia, że wypełniona jest wodą mieszaną. Powoduje to, iż jezioro obfituje w dużą liczbę wodolubnych gatunków roślin tropikalnych. Na dużym obszarze rosną między innymi wiecznie zielone lasy namorzynowe. 

## Fauna
Badania populacyjne pozwoliły na zidentyfikowanie 1468 gatunków zwierząt na terenie objętym ochroną. W tym stwierdzono istnienie 30 gatunków uznanych za endemiczne dla Meksyku oraz 89 gatunków uznanych za zagrożone wyginięciem. Uznanymi za ważne ze względów komercyjnych zostały 132 gatunki. Zidentyfikowano co najmniej 279 gatunki ptaków i 34 gatunki ssaków oraz 367 gatunków ryb. Ponadto jest to teren rozrodczy znajdującej się w Czerwonej księdze gatunków zagrożonych tropikalnej płaszczki – trygona jamajskiego (Urobatis jamaicensis), dla której niezbędna jest obecność występującej tam trawy morskiej.